# Dryaderces
Dryaderces – rodzaj płazów bezogonowych z podrodziny Hylinae w obrębie rodziny rzekotkowatych (Hylidae).

## Zasięg występowania
Rodzaj obejmuje gatunki występujące w górnym dorzeczu Amazonki i niższych, andyjskich zboczach od centralnego Peru do amazońskiej Boliwii; występują również między rzekami Tapajós i Xingu, w pasie na południe od Amazonki, w stanie Pará w Brazylii.

## Systematyka

### Etymologia
Dryaderces: stgr. dryad „drzewo”; aderces „niewidoczny, niewidzialny”.

### Podział systematyczny
Do rodzaju należą następujące gatunki:
- Dryaderces inframaculata (Boulenger, 1882)
- Dryaderces pearsoni (Gaige, 1929)